# David Brin

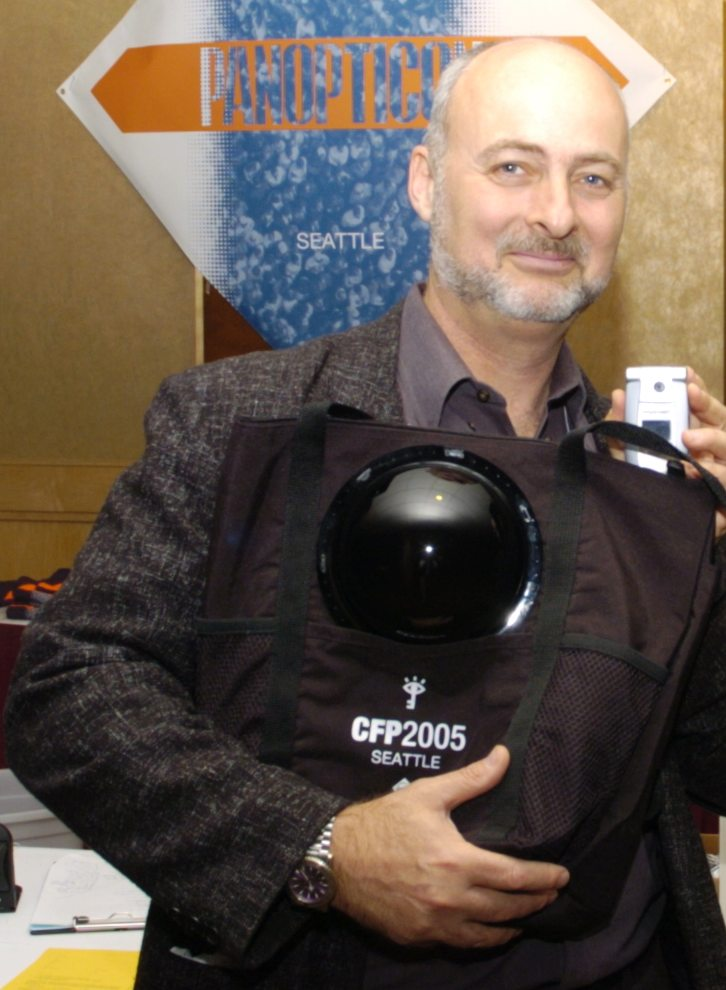
David Brin (2005)

Glen David Brin (* 6. Oktober 1950 in Glendale, Kalifornien) ist ein US-amerikanischer Science-Fiction-Autor. 

## Leben
Brin studierte Astronomie am California Institute of Technology in Pasadena und promovierte in Astrophysik an der University of California, San Diego. Neben seiner schriftstellerischen Tätigkeit war er als Physikdozent tätig. Er war Beiratsmitglied für die NASA und das Museum of Science Fiction. 1983 schlug er eine erweiterte Drake-Gleichung vor.
1980, noch vor Abschluss seiner Promotion, erschien mit Sonnentaucher (engl.: Sundiver) Brins erster Roman. Das Buch legte den Grundstein für sein Uplift-Universum, in dem ein Großteil seiner Romane und Geschichten angesiedelt sind.
Brins Werk wurde mit zahlreichen Preisen ausgezeichnet, so erhielt er unter anderem erhielt den Hugo, den Nebula und den Locus Award. 1994 wurde der Asteroid (5748) Davebrin nach ihm benannt. Sein Roman Postman wurde 1997 von Kevin Costner verfilmt.
Brin lebt mit seiner Frau und seinen Kindern im San Diego County.

## Werk (Auswahl)
Der Großteil von Brins Büchern und Geschichten lassen sich dem Genre Hard-Science-Fiction zuordnen, da sich der Autor in seinen Werken an tatsächlichen oder plausiblen technologischen Entwicklungen orientiert.
Uplift-Zyklus
Brins Uplift-Universum basiert auf der pseudowissenschaftlichen These des Autors Erich von Däniken, der zufolge die von Menschen verehrten Götter eigentlich Außerirdische waren.
Die ursprünglichen »Progenitoren« müssen immer schon intelligent gewesen sein, aber jede andere potenziell intelligente Lebensform wurde erst seitens einer „Patronatsrasse“ auf galaktisches Niveau „geliftet“ (Steigerung der Intelligenz und eventuell auch der körperlichen Fähigkeiten mittels Genmanipulation). Die Menschheit ist eine Anomalie, eine „Wölflingsrasse“, weil sie keine Patrone besitzt oder diese zumindest unbekannt sind. Daher fehlt den Menschen auch ein grundlegendes Verständnis für die Feinheiten der galaktischen Kultur.
Zweiter Foundation-Zyklus
Nach dem Tod von Isaac Asimov schrieben Brin, Gregory Benford und Greg Bear jeweils Fortsetzungen zu dessen Foundation-Romanen, um so den Zyklus zu einem kohärenten Ende zu bringen.
The Practice Effect (dt. Der Übungseffekt)
Der Physiker Dennis Nuel gelangt durch ein Experiment in eine Parallelwelt. Diese ähnelt zwar der unseren, allerdings scheint eines der Naturgesetze auf den Kopf gestellt zu sein. Gebrauchsgegenstände wie Möbel, Kleider und Waffen nutzen sich nicht etwa ab, sondern müssen ganz im Gegenteil aus zunächst groben Vorlagen zum gedachten Zweck eingesetzt (»eingeübt«) werden, damit sie diesen immer besser erfüllen!
Kiln People (dt. Copy)
Albert Morris ist Privatdetektiv. Die unangenehmeren und gefährlicheren Recherchen überlässt er allerdings seinen Ditos, Kopien seiner selbst mit einer Lebenserwartung von maximal 24 Stunden. Bei der Untersuchung seines aktuellen Falls macht sich einer seiner Ditos jedoch selbstständig. So muss er letztlich höchstpersönlich ran und seinen eigenen Körper riskieren.

## Auszeichnungen
- 1984 Analog Award für The Deadly Thing at 2.4 Kiloparsecs in der Kategorie „Fact Article“

0000 Hugo Award für Startide Rising als bester Roman
0000 Locus Award für Startide Rising als bester Science-Fiction-Roman
0000 Nebula Award für Startide Rising als bester Roman
- 1985 Analog Award für The Crystal Spheres als beste Kurzgeschichte

0000 Balrog Award für The Practice Effect als bester Roman
0000 Hugo Award für The Crystal Spheres als beste Kurzgeschichte
- 1986 Analog Award in der Kategorie „Fact Article“

0000 John W. Campbell Memorial Award für The Postman
0000 Locus Award für The Postman in als bester Science-Fiction-Roman
- 1987 Locus Award für Thor Meets Captain America als bester Kurzroman
- 1988 Hugo Award für The Uplift War als bester Roman

0000 Locus Award in der Kategorie „80's Author“ und für The Uplift War als bester Science-Fiction-Roman
- 1989 Interzone Readers Poll in der Kategorie „All-Time Best Sf Author“

0000 Interzone Readers Poll für The Giving Plague in der Kategorie „Fiction“
- 1991 Interzone Readers Poll für Piecework in der Kategorie „Fiction“

0000 Seiun Award für The Uplift War als bester fremdsprachiger Roman
- 1995 Locus Award für Otherness als beste Sammlung
- 1998 Forry Award
- 2001 Analog Award für Stones of Significance als bester Kurzroman

0000 Italia Award für Infinity’s Shore als bester fremdsprachiger Roman
- 2004 Analog Award für A Professor at Harvard als beste Kurzgeschichte

0000 Seiun Award für Heaven’s Reach als bester fremdsprachiger Roman
- 2008 Golden Duck Award (Hal Clement Young Adult Award) für Sky Horizon: Colony High, Book One

## Bibliografie

### Uplift
Uplift / Entwicklungs-Zyklus (erste Uplift-Trilogie)
- 1 Sundiver (1980)
  - Deutsch: Sonnentaucher. Übersetzt von Rainer Schmidt. Heyne SF&F #5278, 1995, ISBN 3-453-07982-5.
- 2 Startide Rising (1983)
  - Deutsch: Sternenflut. Übersetzt von Rainer Schmidt. Droemer Knaur (Knaur Science Fiction & Fantasy #5794), 1985, ISBN 3-426-05794-8.
- 3 The Uplift War (1987)
  - Deutsch: Entwicklungskrieg. Übersetzt von Gottfried Feidel. Heyne SF&F #4634, 1990, ISBN 3-453-03896-7.

Sammelausgaben:
- Earthclan (Sammelausgabe von 2 und 3; 1987)
- Uplift: The Complete Original Trilogy (Sammelausgabe von 1–3; 2012)

Uplift Storm / Uplift-Universum (zweite Uplift-Trilogie)
- 1 Brightness Reef (1995)
  - Deutsch in 2 Teilen:
    - Teil 1 (Kapitel 1–16): Sternenriff. Übersetzt von Marcel Bieger. Goldmann Science Fiction #24759, 1997, ISBN 3-442-24759-4.
    - Teil 2 (Kapitel 17–28): Fremder der fünf Galaxien. Übersetzt von Marcel Bieger. Goldmann Science Fiction #24760, 1997, ISBN 3-442-24760-8.
- 2 Infinity’s Shore (1996)
  - Deutsch in 2 Teilen:
    - Teil 1 (Kapitel 1–6): Das Ufer der Unendlichkeit. Übersetzt von Marcel Bieger. Goldmann Science Fiction #24761, 1998, ISBN 3-442-24761-6.
    - Teil 2 (Kapitel 7–10): Die Botschaft der Delphine. Übersetzt von Marcel Bieger. Goldmann Science Fiction #24803, 1998, ISBN 3-442-24803-5.
- 3 Heaven’s Reach (1998)
  - Deutsch in 2 Teilen:
    - Teil 1 (Kapitel 1–2): Ring der Sonnen. Übersetzt von Marcel Bieger. Goldmann Science Fiction #24804, 1999, ISBN 3-442-24804-3.
    - Teil 2 (Kapitel 3–5): Am Grenzpunkt der Ewigkeit. Übersetzt von Marcel Bieger. Goldmann Science Fiction #24805, 1999, ISBN 3-442-24805-1.

Sammelausgabe:
- Exiles: The Uplift Storm Trilogy (Sammelausgabe von 1–3; 2013)

Kurzgeschichten aus dem Uplift-Universum
- The Tides of Kithrup (in: Analog Science Fiction/Science Fact, May 25, 1981)
  - Deutsch: Die Gezeiten von Kithrup. In: Hans Joachim Alpers (Hrsg.): Analog 7. Moewig Science Fiction #3626, 1983, ISBN 3-8118-3626-9.
- Life in the Extreme (1998; auch: Aficionado, 2003)
- Temptation (1999, in: Robert Silverberg (Hrsg.): Far Horizons: All New Tales from the Greatest Worlds of Science Fiction)
- Ickies (1999, in: Altair, Issue Four)
- Ickies in Mirrorshades (2006, in: Mike Resnick (Hrsg.): This is My Funniest: Leading Science Fiction Writers Present Their Funniest Stories Ever)
- Gorilla My Dreams (in: Jim Baen’s Universe, June 2009)

weitere Uplift-Bücher
- Contacting Aliens: An Illustrated Guide to David Brin’s Uplift Universe (2002; mit Kevin Lenagh)

### Serien und Zyklen
The Postman
- The Postman (in: Isaac Asimov’s Science Fiction Magazine, November 1982)
  - Deutsch: Gordons Berufung. In: Friedel Wahren (Hrsg.): Isaac Asimov’s Science Fiction Magazin 33. Folge. Heyne SF&F #4581, 1989, ISBN 3-453-03447-3.
- Cyclops (in: Isaac Asimov’s Science Fiction Magazine, March 1984)
- The Postman (1985)
  - Deutsch: Gordons Berufung. Übersetzt von Jürgen Langowski. Heyne SF&F #4594, 1989, ISBN 3-453-03460-0. Auch als: Postman. Übersetzt von Jürgen Langowski. Heyne Allgemeine Reihe #20012, 1998, ISBN 3-453-13898-8.

Existence
- Lungfish (1986, in: David Brin: The River of Time)
- Shoresteading (2 Teile in: Jim Baen’s Universe, October 2008  ff.)
- The Smartest Mob … (in: Jim Baen’s Universe, February 2008; auch: The Smartest Mob, 2015)
- Existence (2012, Roman)
  - Deutsch: Existenz. Übersetzt von Andreas Brandhorst. Heyne SF & F #52993, 2012, ISBN 978-3-453-52993-9.
- The Shelter of Tradition (Auszug aus Existence in: Lightspeed, June 2012)
- Latecomers (2014, in: Greg Bear und Gardner Dozois (Hrsg.): Multiverse: Exploring Poul Anderson’s Worlds)

Kil’n
- 1 Kiln People (2002; auch: Kil’n People)
  - Deutsch: Copy. Übersetzt von Andreas Brandhorst. Heyne SF & F #52036, 2005, ISBN 3-453-52036-X.
- 2 Kil’n Time (2006)

High Horizon
- Colony High (2021)
- Castaways of New Mojave (2021; mit Jeff Carlson)

### Romane
- The Practice Effect (1983)
  - Deutsch: Der Übungseffekt. Übersetzt von Rainer Schmidt. Droemer Knaur (Knaur Science Fiction & Fantasy #5834), 1986, ISBN 3-426-05834-0.
- Heart of the Comet (1986, auch The Heart of the Comet, 2011; mit Gregory Benford)
  - Deutsch: Im Herzen des Kometen. Übersetzt von Walter Brumm. Heyne SF&F #4236, 1986, ISBN 3-453-31224-4.
- Earth (1990)
  - Deutsch: Erde. Übersetzt von Winfried Petri. Heyne SF&F #5145, 1994, ISBN 3-453-07764-4.
- Glory Season (1992)
  - Deutsch: Die Clans von Stratos. Übersetzt von Christine Strüh. Heyne SF&F #5931, 1998, ISBN 3-453-13327-7.
- Foundation’s Triumph (3. Teil des zweiten Foundation-Zyklus; 1999)
  - Deutsch: Der Sieg der Foundation. Übersetzt von Irene Holicki. Heyne SF&F #8303, 2001, ISBN 3-453-17938-2.
- Tiger in Sky (erster Teil des begonnenen Zyklus Out of Time, 1999; mit Sheila Finch)
- Forgiveness (Graphic Novel zu Star Trek : The Next Generation; 2001)
- The Life Eaters (Kurzroman, 2003)
- The Ancient Ones (5 Episoden in: Jim Baen’s Universe, Juni 2006 – Februar 2008, Romanfassung 2020)
- Sky Horizon (erster Band des begonnenen Zyklus Colony High; 2007)

### Sammlungen
- The River of Time (1986)
- Otherness (1994)
- Tomorrow Happens (2003)
- Insistence of Vision (2016)

### Kurzgeschichten
1981:
- Just a Hint (in: Analog Science Fiction/Science Fact, April 27, 1981)
  - Deutsch: Nur ein kleiner Wink. In: Hans Joachim Alpers (Hrsg.): Analog 5. Moewig Science Fiction #3595, 1982, ISBN 3-8118-3595-5. Auch als: Nur ein Hinweis. In: Wolfgang Jeschke (Hrsg.): An der Grenze. Heyne SF&F #4610, 1989, ISBN 3-453-03475-9.
- The Loom of Thessaly (in: Isaac Asimov’s Science Fiction Magazine, November 23, 1981)

1982:
- Co-Existence (in: Isaac Asimov’s Science Fiction Magazine, May 1982; auch: The River of Time, 1986)
  - Deutsch: Koexistenz. In: Friedel Wahren (Hrsg.): Isaac Asimovs Science Fiction Magazin 28. Folge. Heyne SF&F #4366, 1987, ISBN 3-453-31368-2.

1983:
- Tank-Farm Dynamo (in: Analog Science Fiction/Science Fact, November 1983; auch: Tank Farm, 2000)
  - Deutsch: Tankfarm-Dynamo. In: Wolfgang Jeschke (Hrsg.): Papa Godzilla. Heyne SF&F #4560, 1989, ISBN 3-453-03152-0.

1984:
- The Crystal Spheres (in: Analog Science Fiction/Science Fact, January 1984)
  - Deutsch: Die Kristallhüllen. In: Jonathan Gates (Hrsg.): Die 20 besten SF-Stories. Goldmann SF #25029, 1997, ISBN 3-442-25029-3.
- The Fourth Vocation of George Gustaf (1984, in: Isaac Asimov’s Tomorrow’s Voices)

1985:
- The Warm Space (1985, in: Jim Baen und Jerry Pournelle (Hrsg.): Far Frontiers)

1986:
- Senses Three and Six (1986, in: David Brin: The River of Time)
- A Stage of Memory (1986, in: David Brin: The River of Time)
  - Deutsch: Bühne der Erinnerung. In: Wolfgang Jeschke (Hrsg.): Papa Godzilla. Heyne SF&F #4560, 1989, ISBN 3-453-03152-0.
- Thor Meets Captain America (1986, in: David Brin: The River of Time)
  - Deutsch: Thor trifft Captain America. In: Wolfgang Jeschke (Hrsg.): Wassermans Roboter. Heyne SF&F #4513, 1988, ISBN 3-453-02768-X.
- Toujours Voir (1986, in: David Brin: The River of Time)

1987:
- Bubbles (1987, in: Byron Preiss (Hrsg.): The Universe)

1988:
- The Giving Plague (1988, in: John Clute, Lee Montgomerie, David Pringle und Simon Ounsley (Hrsg.): Interzone: The 5th Anthology)
  - Deutsch: Die Spender-Pest. In: Donald A. Wollheim und Arthur W. Saha (Hrsg.): World’s best SF 8. Bastei-Lübbe SF Special #24120, 1989, ISBN 3-404-24120-7.

1989:
- Dr. Pak’s Preschool (1989)
  - Deutsch: Dr. Paks Vorschule. In: Wolfgang Jeschke (Hrsg.): An der Grenze. Heyne SF&F #4610, 1989, ISBN 3-453-03475-9.
- Shhhh (in: Amazing Stories, May 1989; auch: Sshhh …, 1994)
  - Deutsch: Pssssst. In: Wolfgang Jeschke (Hrsg.): Die Strasse nach Candarei. Heyne SF&F #5275, 1995, ISBN 3-453-07974-4.
- Privacy (in: The Magazine of Fantasy & Science Fiction, September 1989)
- Ambiguity (1989, in: Byron Preiss (Hrsg.): The Microverse)
  - Deutsch: Unschärfe. In: Erde. Heyne SF&F #5145, 1994, ISBN 3-453-07764-4.

1990:
- Piecework (in: Interzone, #33 January-February 1990)
- The Diplomacy Guild (in: Amazing Stories, March 1990)
- Peacekeeper (in: Aboriginal Science Fiction, March-April 1990)
- Ice Pilot (1990, in: Arthur C. Clarke, David Brin und Arthur C Clarke: Project Solar Sail)
- The Secret of Life (in: Amazing Stories, July 1990)
- Myth Number 21 (1990)
- Piecework (1990)

1991:
- What Continues, What Fails … (in: Interzone, #54 December 1991; auch: What Continues … And What Fails …, 1994)

1992:
- Genji (1992, in: Robert Silverberg und Martin H. Greenberg (Hrsg.): Murasaki; auch: Bonding to Genji, 1994)

1993:
- Detritus Affected (in: The Magazine of Fantasy & Science Fiction, March 1993)

1994:
- NatuLife ® (in: The Magazine of Fantasy & Science Fiction, April 1994)
  - Deutsch: Natulife™. In: Ronald M. Hahn (Hrsg.): Die Halle der neuen Gesichter. Heyne SF&F #5511, 1996, ISBN 3-453-10949-X.
- Those Eyes (1994, in: Esther M. Friesner und Martin H. Greenberg (Hrsg.): Alien Pregnant by Elvis)
- The Other Side of the Hill (in: Science Fiction Age, November 1994)

1996:
- Fortitude (in: Science Fiction Age, January 1996)
- An Ever-Reddening Glow (in: Analog Science Fiction and Fact, February 1996)
- Paris Conquers All (in: The Magazine of Fantasy & Science Fiction, March 1996; mit Gregory Benford)
  - Deutsch: Paris schlägt zurück. In: Ronald M. Hahn (Hrsg.): Der Dunkelstern. Heyne SF&F #5934, 1998, ISBN 3-453-13331-5.

1998:
- Stones of Significance (1998, in: James Cahill (Hrsg.): Lamps on the Brow)

2000:
- Reality Check (in: Nature, March 16, 2000)

2003:
- News from 2025: A Glitch in Medicine Cabinet 3.5 (2003, in: David Brin: Tomorrow Happens; auch: News from 2035: A Glitch in Medicine Cabinet 3.5, 2016)
- A Professor at Harvard (2003, in: David Brin: Tomorrow Happens)

2004:
- Sky Light (2004, in: David Moles und Jay Lake (Hrsg.): All-Star Zeppelin Adventure Stories)

2005:
- Mars Opposition (in: Analog Science Fiction and Fact, January-February 2005)
- Free the Mississippi? (2005)

2006:
- Eloquent Elepents Pine Away for the Moon’s Crystal Forests (2006, in: Mike Resnick (Hrsg.): Space Cadets)

2007:
- I Could’ve Done Better (in: Jim Baen’s Universe, February 2007; mit Gregory Benford)
- Gawkers (in: Michael Nelson (Hrsg.): Nippon2007 Souvenir Book, 2007)

2013:
- The Heavy Generation (2013, in: Gregory Benford und James Benford (Hrsg.): Starship Century: Toward the Grandest Horizon)
- The Log (2013, in: J. E. Mooney und Bill Fawcett (Hrsg.): Shadows of the New Sun: Stories in Honor of Gene Wolfe; auch: The Logs, 2016)
- Insistence of Vision (2013, in: Stephen Cass (Hrsg.): Twelve Tomorrows)
- Banner of the Angels (2013, in: David Conyers, David Kernot und Jeff Harris (Hrsg.): Extreme Planets; mit Gregory Benford)

2014:
- The Avalon Missions (in: Analog Science Fiction and Fact, March 2014; auch: Avalon Probes, 2016)
- Transition Generation (2014, in: Ed Finn und Kathryn Cramer (Hrsg.): Hieroglyph: Stories and Visions for a Better Future)
- Chrysalis (in: Analog Science Fiction and Fact, October 2014)

2015:
- The Tumbledowns of Cleopatra Abyss (2015, in: Gardner Dozois und George R. R. Martin (Hrsg.): Old Venus)
- A Need for Heroes (2015, in: August Cole (Hrsg.): The Atlantic Council Art of Future Warfare Project: War Stories from the Future)
- The Tell (2015, in: Jennifer Henshaw und Allison Linn (Hrsg.): Future Visions: Original Science Fiction Inspired by Microsoft)

2016:
- Six-Word Tales (2016, in: David Brin: Insistence of Vision)
- 71 (2016, in: Eric Flint (Hrsg.): Ring of Fire IV)

2017:
- High Awareness (2017, in: Michael G. Bennett, Joey Eschrich und Ed Finn (Hrsg.): Overview: Stories in the Stratosphere; mit Tobias S. Buckell)

2020:
- The Escape (2020)

### Anthologien
- Project Solar Sail (1986; mit Arthur C. Clarke)
- Chasing Shadows: Visions of Our Coming Transparent World (2017; mit Stephen W. Potts)

### Sachliteratur
- Evolution of Polarized Light in an Inhomogeneous Anisotropic Medium (Masterarbeit, 1977)
- Evolution of Cometary Nuclei as Influenced by a Dust Component (Dissertation, 1981)
- The Transparent Society (1987)
- Extraterrestrial Civilization (1989; mit Thomas B. H. Kuiper)
- The Transparent Society – Will Technology Force Us to Choose Between Privacy and Freedom? (1998)
- King Kong Is Back! An Unauthorized Look at One Humongous Ape (2005; mit Leah Wilson)
- The Other Culture War : Beleaguered Professionals vs. Disempowered Citizens (2005)
- Star Wars On Trial : Science Fiction and Fantasy Writers Debate the Most Popular Science-fiction Films of All Time (2006; mit Matthew Stover)
- Through Stranger Eyes: Reviews, Introductions, Tributes & Iconoclastic Essays (2008)
- The Dark Side (2010)
- George Orwell and the Self-Fulfilling Prophecy (2010)
- The Lord of the Rings (2010)
- The Matrix (2010)
- Disputation Arenas (2011)